# Saison 5 de MacGyver
 (septembre 2019).
Si vous disposez d'ouvrages ou d'articles de référence ou si vous connaissez des sites web de qualité traitant du thème abordé ici, merci de compléter l'article en donnant les références utiles à sa vérifiabilité et en les liant à la section « Notes et références ».
Chronologie
Saison 4 Saison 6
Cet article présente le guide des épisodes de la cinquième saison de la série télévisée américaine MacGyver.

## Présentation
Cette cinquième saison est composée de 21 épisodes et diffusée de septembre 1989 à avril 1990.
Après l'apparition de Jesse Colton dans la saison 4, ses deux frères Frank et Billy font à leur tour leur arrivée lors de la saison 5 en tant que personnages récurrents.

## Distribution

### Acteurs principaux
- Richard Dean Anderson : Angus MacGyver
- Dana Elcar : Peter Thornton (14 épisodes)

### Acteurs récurrents
- Cleavon Little : Frank Colton (1 épisode)
- Richard Lawson : Jesse Colton (1 épisode)
- Michael Des Barres : Murdoc (2 épisodes)
- Cuba Gooding Jr. : Billy Colton (2 épisodes)
- Teri Hatcher : Penny Parker (1 épisode)
- Bruce McGill : Jack Dalton (2 épisodes)
- John Anderson : Harry Jackson (1 épisode)

## Épisodes

### Épisode 1:La Légende de la rose sacrée (1/2)
- États-Unis : 18 septembre 1989 sur ABC
- France : 22 décembre 1991 sur La Cinq

- Lise Cutter (en) (Professeur Zoe Ryan)
- Robin Mossley (Alexander Shannon)
- Michael Ensign (Professeur Wyclif)
- Tony Perez (Escobar)
- Judd Omen (Shima Luca)
- Christopher Neame (VF : Serge Blumenthal) (Erich von Leer)
- Gerry Bean (en) (Ahriman)
- Vladimir Kulich (Mammon)

- Deuxième apparition de l'acteur Michael Ensign après avoir joué Derrek Thompson dans l'épisode Bienvenue à l'ouest (2x13).
- Deuxième apparition de l'acteur Christopher Neame après avoir joué le terrible Quayle dans l'épisode Pris au piège (1x12).
- Troisième apparition de Robin Mossley dans un petit rôle, plus tard, il aura le rôle récurrent de Wilt Bozer dans 4 épisodes (S5-E12, 18, 19 et S6-E8) puis rejoindra le SGC

### Épisode 2:La Légende de la rose sacrée (2/2)
40195-087
- États-Unis : 25 septembre 1989 sur ABC
- France : 22 décembre 1991 sur La Cinq

- Lise Cutter (en) (Professeur Zoe Ryan)
- Michael Ensign (Professeur Wyclif)
- Judd Omen (Shima Luca)
- Christopher Neame (VF : Serge Blumenthal) (Erich von Leer)
- Vladimir Kulich (Mammon)

### Épisode 3:Les Perles de Cléopâtre
40195-085
- États-Unis : 2 octobre 1989 sur ABC
- France : 24 juin 1990 sur Antenne 2

- Christianne Hirt (Sophia Ross)
- Ryan Michael (Deegan)
- David Hay (March)
- Cleavon Little (Frank Colton)
- David Bloom (Reynolds)

- MacGyver troque sa Jeep Wrangler pour la Chevrolet AK series truck 1945 de son grand-père Harry.
- Apparition d'un deuxième frère Colton, Frank, lui aussi chasseur de primes.
- Deuxième et dernière apparition de David Bloom avant qu'il rejoigne le SGC et Atlantis pour 3 rôles dans 3 épisodes.

### Épisode 4:Cessez le feu
40195-086
- États-Unis : 16 octobre 1989 sur ABC
- France : 17 juin 1990 sur Antenne 2

- Mayim Bialik (Lisa Woodman)
- Eli Danker (en) (Yanif)
- Allan Lysell (Walker)
- Michael Naxos (Président Habad)
- Claudia Ferri (Danielle)
- Michael Benyaer (Le tireur d'élite)

- Première apparition de Lisa Woodman, elle revient dans deux autres épisodes (S5-E19 et S6-E4).
- Troisième apparition d'Allan Lysell, il rejoindra le SGC pour un épisode (S7-E8)

### Épisode 5:Le Fils qu'on n'attend pas
40195-088
- États-Unis : 16 octobre 1989 sur ABC
- France : 3 juin 1990 sur Antenne 2

- Kim Miyori (en) (Dr. Sumlee Triwai)
- Barry Bernal (Willie Tran)
- Channing Mitchell (Raj)
- Malcolm Stewart (en) (Frank Skinner)

### Épisode 6:Le Couloir de la mort
40195-089
- États-Unis : 30 octobre 1989 sur ABC
- France : 30 septembre 1990 sur Antenne 2

- Daniel Davis (Nicholas Helman)
- Frank C. Turner (en) (Milt Bozer)
- Jo-Anne Bates (Sonia Chapel)
- Merrilyn Gann (La Reine)

### Épisode 7:Entrée en fac
40195-090
- États-Unis : 6 novembre 1989 sur ABC
- France : 23 septembre 1990 sur Antenne 2

- Michele B. Chan (en) (Mei Jan)
- Robert Ito (Peng Chow)
- Tzi Ma (Wing Lee)
- Keone Young (Zhao)
- George Chung (Toy)

### Épisode 8:La Piste des rhinocéros
40195-091
- États-Unis : 13 novembre 1989 sur ABC
- France : 11 novembre 1990 sur Antenne 2

- Cecilia Hart (en) (Kate Hubley)
- Roger Aaron Brown (Général Mabuto)
- Kai Wulff (Ladysmith)
- Tony Todd (Zimba)
- Alvin Sanders (Diano)

- Deuxième apparition de Cuba Gooding Jr. dans la série, après avoir joué Ray dans l'épisode Défi en noir et blanc (4x12). Son personnage de Billy Colton débute dans la série.
- Deuxième et dernière apparition de Roger Aaron Brown qui incarnait le vice-président Edward Mantu dans l'épisode Non, je rêve ou quoi ? (4x16).
- Deuxième apparition d'Alvin Sanders, après une dernière apparition (S6-E6), il sera le clochard qui sauve Daniel Jackson dans Stargate SG-1 (S2-E17).
- Troisième apparition de Kai Wulff, sa dernière sera dans la saison 6 épisode 14.
- Tony Todd rejoindra les Sodans pour trois épisodes de Stargate SG-1 (S9-E8, 11 et 18).
- A noter qu'à la fin de l'épisode, Richard Dean Anderson mentionne le peu d'animaux encore en vie en 1989. Il évoque ensuite que si rien n'est fait, l'espèce aura disparu en l'an 2000. Officiellement, l'espèce est éteinte en 2011...

### Épisode 9:Un Paysage d'Anvers
40195-092
- États-Unis : 20 novembre 1989 sur ABC
- France : 7 octobre 1990 sur Antenne 2

- Nehemiah Persoff (Sam Bolinski)
- Barbara Stock (en) (Dr Laura Sand)
- Gretchen Wyler (Mme Bradenberg)
- Garry Chalk (Sergent Harold Gray)
- John Novak (en) (Lyle Hoggart)

- troisième apparition de Garry Chalk qui deviendra le colonel Checov au SGC.
- Troisième et dernière apparition de John Novak, il deviendra le colonel Ronson pour 2 épisodes du SGC (S6-E20 et S7-E13) puis rejoindra le temps d'un épisode Amanda Tapping dans Sanctuary (S4-E4).

### Épisode 10:L'une chante, l'autre peint
40195-094
- États-Unis : 11 décembre 1989 sur ABC
- France : 14 octobre 1990 sur Antenne 2

- Audrey Landers (Roxane "Roxy" Yeats / Carla Yeats)
- Terry David Mulligan (Frank Rogan)
- Babs Chula (Eve)
- Dana Still (Dr. Farrell)

- Deuxième apparition de Terry David Mulligan après avoir joué Danny Barrett dans l'épisode Les diamants du Ganastan (3x05).
- Babs Chula aura un petit rôle dans Sanctuary (S2-E2) au côté d'Amanda Tapping

### Épisode 11:La Vierge disparue
40195-093
- États-Unis : 18 décembre 1989 sur ABC
- France : 23 décembre 1990 sur Antenne 2

- Jeanette Nolan (Carol)
- Roxanne Reese (Cynthia Wilson)
- Jackson Davies (en) (Père Pat Lafferty)
- Antony Holland (en) (Vincent Battaglia)
- Charles Payne (Breeze)
- Robin Mossley (Père-Noël de charité)
- Katharine Isabelle (Violet)
- Alessandro Juliani (Julio)

- Troisième et dernière apparition de Cynthia.
- Deuxième apparition de Breeze, Charles Peyne rejoindra l'équipe du SGC pour de petits rôles non crédité.
- Deuxième apparition de Jackson Davis puis il aura le rôle Mike Kiley pour 3 épisodes (S6-E4, 5 et 6)
- Quatrième apparition de Robin Mossley puis il obtiendra le rôle de Wilt Bozer pour 4 épisodes avant d'être dans deux épisodes de SG1 et un de Sanctuary.
- Katarine Isabelle jouera Valencia dans Stargate SG1 (S9-E20) puis Sophie dans Sanctuary (S1-E6)
- Alessandro Juliani rejoindra lui aussi Stargate SG1 en tant que Eliam (S4-E9) puis Katep (S8-E19 et 20)

### Épisode 12:Sérénité
40195-095
- États-Unis : 8 janvier 1990 sur ABC
- France : 4 novembre 1990 sur Antenne 2

- Robin Mossley (Wilt Bozer)
- Robert Donner (Milt Bozer)
- Norman Browning (Marshall Wyatt)
- Matthew Walker (en) (Emmenthaler)

- Dernière apparition de Teri Hatcher et de son personnage Penny Parker dans la série.
- Matthew Walker jouera dans Stargate SG1 (S2-E14), puis fera un détour par Atlantis en jouant Moros (S1-E14) avant de revenir au SGC jouer Merlin dans 4 épisodes (S9-E1 et 20, S10-E3 et 11) et le téléfilm L'Arche de vérité ; il jouera également le rôle d'Oliver Braithwaite dans Sanctuary (S1-E4).

### Épisode 13:Le Programme mentor
40195-096
- États-Unis : 15 janvier 1990 sur ABC
- France : 28 octobre 1990 sur Antenne 2

- James Sloyan (George Fraley)
- Glenn Scarpelli (en) (Tony Milani)
- Linda Darlow (lb) (Mme Juarez)
- Jerry Wasserman (VF : Daniel Gall) (Nick Milani)
- Doug Judge (Deron)
- Mitchell Kosterman (le gardien du chantier)

- Christopher Judge deviendra Teal'c dans Stargate SG-1.
- Deuxième et dernière apparition James Sloyan.
- Deuxième apparition de Jerry Wasserman, plus tard, il jouera 2 rôles dans Stargate SG1.
- Deuxième apparition de Linda Darlow.
- Deuxième apparition de Michael Sicoly.
- Première apparition de Mitchell Kosterman qui jouera un agent spécial dans Stargate SG1 (S3-E2) puis le colonel Tom Rundell dans le double épisode Heros (S7-E17 et 18).

### Épisode 14:Le Compromis
40195-097
- États-Unis : 5 février 1990 sur ABC
- France : 21 octobre 1990 sur Antenne 2

- Nancy Everhard (en) (Amy Chandler)
- John Considine (en) (Foxworth)
- Patrick Bishop (Glass)
- Kim Kondrashoff (Braddock)
- French Tickner (en) (Shérif Delaney)
- Doug Sheehan (en) (Jack Chandler)

- Pete n'apparaît pas dans cet épisode.
- Première apparition de John Considine, il jouera 2 autres (S6-E16 et S7-E12)

### Épisode 15:Le Trésor de Manco
40195-098
- États-Unis : 12 février 1990 sur ABC
- France : 25 novembre 1990 sur Antenne 2

- Theresa Saldana (Maria)
- Michael Bays (Ramon)
- Richard Chaves (Enrique)
- Gregory Sierra (Capitaine Diaz)
- Victor Favrin (Quipumayoc)

- Pete n'apparaît pas dans cet épisode.
- Troisième et dernière apparition de Gregory Sierra.
- Première apparition de Richard Chaves
- Victor Favrin jouera Chalo dans le souble épisode Evolution de Stagate SG1 (S7-E11 et 12).

### Épisode 16:Jenny
40195-099
- États-Unis : 19 février 1990 sur ABC
- France : 2 décembre 1990 sur Antenne 2

- Vic Tayback (George Anderson)
- Dale Wilson (en) (Colin Yardrow)
- Simon Webb (Nick Underwood)
- Linda Blair (Jenny Larson)
- RDA/Ed Trotta (Lucky Charlie)
- R. Nelson Brown (Kyle)

- L'acteur Vic Tayback fait sa dernière apparition à la télévision, avant de mourir d'une crise cardiaque seulement trois mois après la diffusion de l'épisode.
- Première apparition d'Ed Trotta.
- Deuxième apparition de R. Nelson Brown, il rejoindra Amanda Tapping dans Sanctuary dans le rôle de Squid.
- Troisième apparition de Dale Wilson, il en fera encore 2 puis fera une apparition dans Stargate SG1 (S6-E14) avant de devenir la voix de Gus Bonner dans Stargate Infinity.
- MacGyver incarne son personnage de Dexter Filmore l'informaticien pour la première fois. Il reprendra ce visage dans plusieurs épisodes (S5-E17 et S6-E11).

### Épisode 17:Infiltration en eaux profondes
40195-100
- États-Unis : 26 février 1990 sur ABC
- France : 16 décembre 1990 sur Antenne 2

- Rosemary Dunsmore (Dr. Gwen Carpenter)
- Mitchell Laurance (en) (Nick Landis)
- Madison Mason (Dan Stringer)
- Marco Rodríguez (Sanchez)
- Bill Croft (Donnelly)
- Timothy Webber (Joe Banneker)
- Dan Shea (le conducteur du van)

- Cet épisode est le centième de la série.
- Deuxième apparition de rôle de Dexter Filmore joué par MacGyver
- Deuxième apparition de Madison Mason.
- Deuxième apparition de Bill Croft, il en fera encore 2 autres puis jouera le rôle d'un Jafa dans Stargate SG1 le temps d'un épisode (S4-E21).
- Deuxième et dernière apparition de Dan Shea en tant qu'acteur, il ne fera plus que les doublures dans la série.
- Timothy Webber rejoindra Stargate SG1 en tant que commandant Gareth (S8-E5) puis Stagate Univers en tant que prêtre lors du 3ème épisode, mais il deviendra plus connu dans une série qui n'a rien à voir avec Stargate : Once Upon a Time pour son rôle de l'apprenti.
- Deuxième et dernière apparition de Scott J. Ateah, dans Stargate SG1, il n'aura qu'un petit rôle non crédité (S8-E5) mais réalisera de nombreuses cascades dans une quarantaine d'épisodes des 2 premières saisons.

### Épisode 18:L'Amadeus perdu
40195-101
- États-Unis : 19 mars 1990 sur ABC
- France : 18 novembre 1990 sur Antenne 2

- Tamsin Kelsey (Lulu)
- Herbert Edelman (VF : Yves Barsacq) (Arnold Tubbs)
- Milton Selzer (Izzy)
- Robin Mossley (Wilt Bozer)
- Paul Bittante : policier du magasin

- Pete n'apparaît pas dans cet épisode.
- Tamsin Kelsey sera Gairwyn dans Stargate SG1 (S1-E9 et S2-E6).
- Première apparition de Milton Selzer.
- Deuxième apparition de Paul Bittante il en fera encore 2 autres (S6-E3 et 16).
- Sixième apparition de Robin Mossley, et deuxième en tant que Wilt, le voisin de MacGyver.

### Épisode 19:Cœurs d'acier
40195-102
- États-Unis : 9 avril 1990 sur ABC
- France : 9 décembre 1990 sur Antenne 2

- Mayim Bialik (Lisa Woodman)
- Ron Hale (en) (Mike Travers)
- Joseph Lambie (Eric Woodman)
- Blu Mankuma (VF : Jean-Paul Solal) (Lieutenant Rhome)
- Merrilyn Gann (Gretta)
- Robin Mosley (Wilt)
- Johnny Cuthbert (Molenski)
- Angela Costain (Ingrid)

- Pete n'apparaît pas dans cet épisode.
- Deuxième apparition de Mayim Bialik dans son rôle de Lisa Woodman, elle reviendra une dernière fois dans la saison 6 (E4).
- Deuxième apparition de Joseph Lambie cette fois-ci il joue le rôle du père de Lisa, il rejouera ce rôledans la saison 6 (E4).
- Deuxième apparition Blu Mankuma et première apparition en tant que lieutenant Rhome, il reprendra ce rôle dans la saison 6 (E16). Après le petit rôle de sherif Knox dans Stargate SG1 (S6-E5), il sera la voix de Halak dans Stargate Infinity.
- Deuxième et dernière apparition de Merrilyn Gann.
- Septième apparition de Robin Mossley dont la troisième en tant que Wilt, le voisin de MacGyver, il fera une dernière apparition dans ce rôle dans la saison 6 (E8), par la suite il jouera 2 rôles dans Stargate SG1 (S4-E6 et S10-E2) et un dans Sanctuary <samll>(S3-E3).
- Johnny Cuthbert jouera l'agent Develin dans Stargate SG1 (E6-E14) puis Fortnum dans Stargate Atlantis (E3-E13).
- Angelina Costain qui joue Ingrid est plus connue pour sa voix : de 1989 à 1996, elle est Nabiki Tendo dans toutes les versions de Ranma 1/2.

### Épisode 20:Un jugement hâtif
40195-104
- États-Unis : 16 avril 1990 sur ABC
- France : 17 février 1991 sur Antenne 2

- Steven Keats (Jake Baron)
- Deborah Van Valkenburgh (Sandra Masters)
- Henry Beckman (Le juge)
- Beau Billingslea (en) (VF : Pascal Renwick) : (Révérend Roy Thatcher)
- Tim Haldeman (M. Monroe)
- Lillian Lehman (en) (Mme Bigelow)
- Betty McGuire (Belinda Jones, la dame à l'oiseau)
- Rob Roy (VF : Mario Santini) : (Wyatt Robins)
- Michael A. Jackson (VF : Lionel Henry) : (Curtis Danby)

- Deuxième et dernière apparition de Beau Billinslea, il sera par la suite plus connu par sa voix de 2003 à 2017 pour différents rôle dans Naruto dont Ay
- Troisième et dernière apparition de Rob Roy.
- Deuxième apparition de Pat Bermel.

### Épisode 21:Voyage au royaume des ombres
40195-103
- États-Unis : 30 avril 1990 sur ABC
- France : 24 février 1991 sur Antenne 2

- Anthony Stamboulieh (Hakim / Anubis)
- Leslie Carlson (Le docteur)
- Sheila Moore (Ellen MacGyver)
- Martin Milner (James MacGyver)

Shane Meier (le garçon pêcheur)
- Cet épisode est le dernier de la saison 5.
- Pour la première fois, MacGyver appelle Harry « Grand-père ».
- Deuxième et dernière apparition de Leslie Carlson qui jouait Sparky dans l'épisode Une sacrée famille (4x08).
- Deuxième et dernière apparition également de Martin Milner après avoir joué Turk Donner dans l'épisode Terrain glissant (3x15).
- Deuxième apparition d'Anthony Stamboulieh.
- Dernière apparition de Harry Jackson vivant, il reviendra dans la saison 6 épisode 7 dans un souvenir de MacGyver.
- Shane Maier reviendra dans la saison 6 (E7) pour interpréter MacGyver jeune, puis il jouera Garan dans Stargate SG1 (S3-E17) et Neleus dans Stargate Atlantis (S1-E5).